# Athalia cornubiae
Athalia cornubiae är en stekelart som beskrevs av Benson 1931. Athalia cornubiae ingår i släktet Athalia, och familjen bladsteklar. Arten har ej påträffats i Sverige.